# Ramona Fossas Románs
Ramona Fossas Románs, Ramona Fossas de Santo Domingo de Guzmán, O.P., (Ripoll, 1 de noviembre de 1881-Vallvidrera, 27 de julio de 1936) fue una religiosa española, perteneciente a la congregación de las Dominicas de la Anunciata, muerta en la persecución religiosa acaecida en España en la década de 1930.

## Biografía
Nació en la localidad de Ripoll (Gerona) en 1881, en una familia muy cristiana. Entró en las Dominicas de la Anunciata, congregación religiosa fundada por el santo catalán Francisco Coll, el 6 de julio de 1903 y profesó el 17 de agosto de 1905.  
Perteneció a diferentes comunidades de Cataluña y la Comunidad Valenciana. Durante unos 20 años ejerció el ministerio de la enseñanza, y los últimos diez años de su vida estuvo como priora al frente de las comunidades de Canet de Mar, Montserrat y Barcelona-calle Trafalgar. Fue una religiosa activa, diligente, muy austera, de grandes dotes de gobierno. Seria, exigente y hasta rigurosa, era a la vez amable y cercana. 
El 27 de julio de 1936, durante la Guerra Civil Española, Ramona Fossas y las hermanas Adelfa Soro, Teresa Prats, Ramona Perramón y Otilia Alonso  (la más joven, con sólo 19 años)  fueron obligadas a salir de su convento de la calle Trafalgar en Barcelona, para ser interrogadas. Luego fueron llevadas a distintos comités, con el fin de persuadirlas de abandonar su estado religioso a cambio de la libertad, a lo que ellas se negaron. La hermana Ramona Fossas, que era la mayor en edad y a la vez la priora, dio fortaleza al resto del grupo. Finalmente esa misma noche las subieron en un camión y, pasado el pueblo de Vallvidrera, en la revuelta denominada entonces como "El Fero" –actualmente de "les Monges" ("las Monjas")– les hicieron bajar del vehículo y les dispararon una a una. Dos de ellas sobrevivieron unas horas y relataron lo sucedido. Las hermanas fueron sepultadas en fosa común y se desconoce el paradero de sus restos mortales.
Ramona y sus compañeras fueron beatificadas por el papa Benedicto XVI el 28 de octubre de 2007. En esa ocasión fueron beatificados 498 mártires de la persecución religiosa en España en el siglo XX, entre ellos también otras dos Dominicas de la Anunciata: Reginalda Picas y Rosa Jutglar que vivían en la localidad de Manresa. Su memoria litúrgica se celebra el 6 de noviembre.